# Wiktor Naumowicz
Wiktor Naumowicz (ur. 25 lutego 1933 w Zdołbunowie, zm. 31 października 2001 w Radomiu) – polski tenisista stołowy i ziemny.

## Życiorys
Karierę rozpoczynał w barwach Radomiaka Radom, jednak największe sukcesy odnosił będąc zawodnikiem innego radomskiego klubu – Broni Radom. W 1951 zdobył tytuł Mistrza Polski Juniorów w tenisie stołowym, a w 1954 wywalczył tytuł Mistrza Polski federacji Stal. W tym samym roku został wybrany najlepszym zawodnikiem 1 ligi (najwięcej zwycięskich meczów). W 1955 został brązowym medalistą mistrzostw Polski w grze podwójnej (w parze z Leszkiem Filipkiem). Był również wielokrotnie mistrzem województwa kieleckiego (siedmiokrotnie indywidualnie, kilkukrotnie w deblu oraz grze podwójnej mieszanej – z Danutą Szmidt-Calińską).
Był również wielokrotnym reprezentantem kraju.
Po zakończeniu kariery podjął się pracy trenerskiej. W latach 1961–1969 był szkoleniowcem Broni Radom, która w sezonie 1967/1968 awansowała do 2 ligi.
Odznaczony złotą odznaką PZTS oraz odznaką „Zasłużony Działacz Kultury Fizycznej”.
Odnosił również sukcesy w tenisie ziemnym.

## Życie prywatne
Był żonaty z Sylwią (zm. 2015), z którą miał dwie córki. Jego wnukiem jest muzyk i prezenter radiowy Wiktor Smutek.